# 1142. grenadirski polk (Wehrmacht)
1142. grenadirski polk (izvirno nemško 1142. Grenadier-Regiment; kratica 1142. GR) je bil pehotni polk Heera v času druge svetovne vojne.

## Zgodovina
Polk je bil ustanovljen 6. avgusta 1944 s preimenovanjem 2. grenadirskega polka Vzhodna Prusija; dodeljen je bil 561. grenadirski diviziji.